# Đồng Quang Vinh
Đồng Quang Vinh (sinh ngày 7 tháng 2 năm 1984 ở Hà Nội) là một nhạc trưởng, nghệ sĩ biểu diễn nhạc cụ dân tộc người Việt Nam. Hiện nay, anh thường được mời chỉ huy dàn dựng cho nhiều dàn nhạc hàng đầu tại Trung Quốc, Việt Nam và một số nước Đông Nam Á.

## Tiểu sử
Đồng Quang Vinh quê gốc ở huyện Phú Xuyên, tỉnh Hà Tây (nay thuộc Hà Nội). Anh sinh ra và lớn lên trong gia đình có truyền thống nhạc cụ dân tộc. Cha anh là NSƯT Đồng Văn Minh, người chuyên chế tác nhạc cụ dân tộc từ tre nứa. Mẹ anh là NSƯT Mai Lai, giảng viên đàn tranh tại Học viện Âm nhạc Quốc gia Việt Nam (mẹ của anh hiện đã qua đời). Hiện anh sống và làm việc ở Hà Nội. Anh có trình độ Thạc sĩ chuyên ngành chỉ huy dàn nhạc.
Năm 7 tuổi (1991), anh được cha mẹ dạy về nhạc lý và cách chơi các nhạc cụ truyền thống của Việt Nam. Sau đó, anh theo học sáo trúc từ năm 9 tuổi (1993) tại Học viện Âm nhạc quốc gia Việt Nam. Đến năm 20 tuổi (2004), Vinh được cử đi học chuyên ngành chỉ huy dàn nhạc dân tộc tại Học viện Âm nhạc Thượng Hải. Sau khi tốt nghiệp Đại học tại đây, anh lại được Học bổng Quốc gia của Chính phủ Trung Quốc dành cho những lưu học sinh xuất sắc nhất để theo học chuyên ngành Chỉ huy Dàn nhạc Giao hưởng. Anh tốt nghiệp thạc sĩ chuyên ngành chỉ huy dàn nhạc với thành tích xuất sắc vào năm 2013, năm đó anh 29 tuổi.

## Sự nghiệp
Năm 12 tuổi (1996), anh được sang Nhật Bản biểu diễn và sử dụng đàn t'rưng, sáo trúc để biểu diễn âm nhạc Việt Nam và Nhật Bản.
Anh từng tham gia dàn dựng, chỉ huy và biểu diễn nhiều chương trình cùng dàn nhạc giao hưởng Nhà hát Nhạc vũ kịch, Dàn nhạc Giao hưởng Việt Nam dàn nhạc dân tộc Thượng Hải, dàn nhạc dân tộc Nhà hát Ca múa nhạc Triết Giang, dàn nhạc dân tộc Hồng Kông. Trở về Việt Nam, anh là giảng viên chuyên ngành Chỉ huy Dàn nhạc, Khoa Lý luận – Sáng tác – Chỉ huy tại Học viện Âm nhạc quốc gia Việt Nam, bên cạnh đó là Chỉ huy chính của Nhà hát Nhạc vũ kịch Việt Nam và tham gia nhiều chương trình hòa nhạc lớn với tư cách là tổng chỉ huy.
Ngoài ra, anh còn thường xuyên chỉ huy nhiều dàn nhạc học sinh sinh viên tại Thượng Hải tham gia các cuộc thi Concour cấp quốc gia cho các dàn nhạc trẻ Trung Quốc và luôn giành giải nhất cho các dàn nhạc này. Anh đang là  giám đốc nghệ thuật của Dàn nhạc Tre nứa Sức Sống Mới do anh thành lập khi về nước vào năm 2013, và dàn Hợp xướng quốc tế Hanoi Voices, Đồng Quang Vinh còn chỉ huy dàn nhạc tre nứa Nhật Bản Waraku và Dàn nhạc Giao hưởng Quốc gia Việt Nam. Tháng 4 năm 2017, Vinh và hai dàn nhạc tre nứa Sức Sống Mới và Waraku của anh được mời thảo luận và biểu diễn tại Talkshow quốc tế TEDx. Tháng 1 năm 2018, Vinh được chính phủ Mỹ chọn là đại diện duy nhất của Đông Nam Á trong số 18 quốc gia từ khắp năm châu tham gia dự án "Promote social change through the arts" thuộc chương trình "International Visitor Leadership Program" (IVLP) được tổ chức tại 5 thành phố lớn của Mỹ trong thời gian 3 tuần. Anh còn là đại diện của Việt Nam diễn tấu tại Festival Âm nhạc dân tộc quốc tế tại Trung Quốc, Pháp, Ý và Hy Lạp.
Trong khoảng thời gian năm 2004 và từ tháng 1/2006 - 4/2006, anh còn từng là người dẫn chương trình gameshow Vượt qua thử thách của Đài Phát thanh - Truyền hình Hà Nội.
Đồng Quang Vinh thường diễn tấu cùng các nghệ sĩ nổi tiếng của nền âm nhạc hàn lâm như Yosuke Yamashita, anh còn tham gia dàn dựng tác phẩm Requiem của Joseph Verdi, Giao hưởng số 9 của Ludwig Van Beethoven và "Carmina Burana" của Carl Orff, Anh còn chuyển soạn hơn 50 tác phẩm âm nhạc hàn lâm, âm nhạc dân tộc của Trung Quốc, Nhật Bản, Việt Nam, Hàn Quốc... để có thể trình diễn bằng các nhạc cụ dân tộc Việt Nam làm từ tre nứa. Trong những buổi tập, anh cho biết từng thường xuyên thức khuya để viết bài, soạn bài, từng sốt 40 độ và đau mắt nhưng vẫn đeo khẩu trang, đeo kính đen để chỉ huy dàn nhạc. Với vai trò chỉ huy dàn nhạc, Đồng Quang Vinh tạo lập mối quan hệ với nhiều tổ chức nghệ thuật, các trung tâm văn hóa nước ngoài tại Việt Nam để liên kết đầu tư xây dựng chương trình hòa nhạc lớn, chất lượng cho dàn nhạc.
Dù nhận được nhiều thư mời sang làm việc tại Trung Quốc với mức lương gấp 50 lần, nhưng Đồng Quang Vinh vẫn quyết định trở về Việt Nam để hoạt động và làm việc. Tháng 11 năm 2022, Đồng Quang Vinh tham chỉ huy Album "dongvui harmony" của rapper Đen Vâu do Trần Mạnh Hùng chuyển soạn sang nhạc giao hưởng với hơn 100 thành viên biểu diễn tại Học viện Âm nhạc Quốc gia Việt Nam. Đầu tháng 12 cùng năm, anh tiếp tục tham gia chỉ huy Đêm hòa nhạc Giáng sinh tại Học viện Âm nhạc Quốc gia Việt Nam cùng nhạc trưởng Trần Nhật Minh với sự tham gia của các nghệ sĩ độc tấu khác, trong đó có Mỹ Anh và Lê Thư Hương.

## Ban nhạc Sức sống mới
Anh cũng là người thành lập và là nhạc trưởng của Dàn nhạc Tre nứa Sức Sống Mới gồm 11 cựu sinh viên tại Học viện Âm nhạc Quốc gia Việt Nam, chuyên biểu diễn các nhạc cụ được chế tác từ tre nứa như đàn t'rưng, ching'ram, k'lông pút, đinh pá, bộ gõ tre nứa, sáo trúc. Dàn nhạc này sử dụng nhạc cụ truyền thống chơi cùng các nhạc cụ phương Tây, Pop hóa nhạc cụ dân tộc, sáng tác và chuyển soạn lại những giai điệu dân gian; nhạc của đồng bào dân tộc miền núi vang lên trên nền hòa âm jazz ... Đây là dàn nhạc tre nứa duy nhất ở Việt Nam sáng tác phối khí và biểu diễn theo hình thức giao hưởng hóa. Dàn nhạc này cũng viết tổng phổ và phân phổ theo lối cổ điển chính quy. Anh từng tổ chức loạt chương trình Tre mùa thu, trong đó sử dụng các nhạc cụ dân tộc hoàn toàn làm từ tre nứa của Việt Nam kết hợp với âm nhạc cổ điển. Anh cho biết bản thân được một đội ngũ chuyên nghiệp hỗ trợ nhưng với ban nhạc Sức Sống Mới, anh phải tự làm nhiều việc như phối khí, marketing, liên lạc biểu diễn, chọn và huấn luyện diễn viên... Dàn nhạc Tre nứa Sức Sống Mới từng được nhận lời mời biểu diễn trên nhiều sân khấu lớn ở nhiều nước trên thế giới.

## Nhận định
Đồng Quang Vinh được giới âm nhạc Việt Nam mệnh danh là "Sứ giả" kết nối âm nhạc Việt Nam và quốc tế.
Ông Wilfried Eckstein, Giám đốc Viện Goethe nhận xét về ban nhạc Sức sống mới do Đồng Quang Vinh sáng lập: "Đây là cách kết nối rất tốt giữa đất nước chúng tôi với đất nước Việt Nam của các bạn, cũng như tạo nên các cuộc đối thoại văn hóa nhiều nhất có thể. Điều quan trọng với chúng tôi không phải chỉ là biểu diễn âm nhạc phương Tây, mà còn là tương tác với âm nhạc truyền thống của Việt Nam". Báo Công an Nhân Dân nhận xét Đồng Quang Vinh là "mộc mạc, hồn nhiên, tự nhiên." Báo Hànộimới thì nhận xét anh "tài hoa và say mê âm nhạc." Báo Quân đội Nhân Dân cho biết Đồng Quang Vinh "có tình yêu sâu đậm với âm nhạc truyền thống Việt Nam và anh luôn mang khát vọng khơi dậy những di sản tinh hoa âm nhạc truyền thống trong sự nghiệp nghệ thuật của mình". NSND Phạm Anh Phương nhận xét Đồng Quang Vinh "đã khẳng định được đẳng cấp, trình độ bằng cá tính và chuyên môn cao".

## Đời tư
Trong thời gian đi du học ở Trung Quốc, anh đã tìm đến người yêu của mình, sau này là bạn đời của anh. Đó là một nghệ sĩ dương cầm người Trung Quốc tên Mạc Song Song, là một người bạn học cùng khóa với anh ở Học viện Âm nhạc Thượng Hải. Hai người bắt đầu quen nhau năm 2006. 7 năm sau, vào năm 2013, cùng với việc Đồng Quang Vinh tốt nghiệp thạc sĩ loại xuất sắc, hai người cũng kết hôn và vợ cũng theo anh về sống ở Việt Nam cho đến nay.
Hiện tại, anh sống cùng vợ tại Hà Nội và có 2 người con tên Đồng Tuấn Hy và Đồng Miên Miên. Cả hai con của anh cũng bộc lộ năng khiếu về âm nhạc, thường xuyên được anh đưa đi biểu diễn.